# Wolfgang Pauritsch

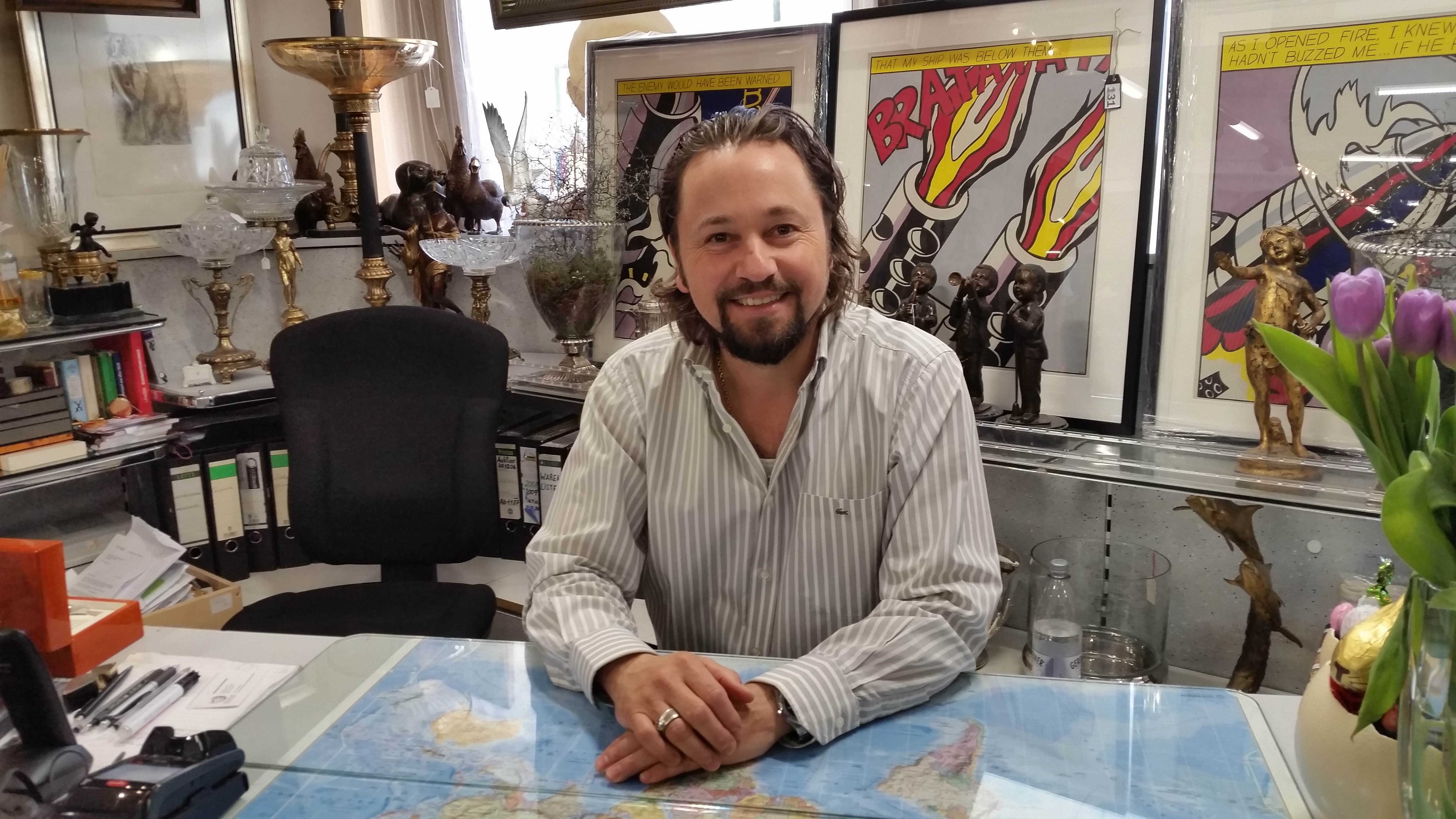
Wolfgang Pauritsch (2018)

Wolfgang Pauritsch (* 13. Februar 1972 in Innsbruck, Österreich) ist ein österreichischer Kunst- und Antiquitätenhändler sowie Auktionator. Durch seine Auftritte als Händler in der Sendereihe Bares für Rares erlangte er Bekanntheit im deutschsprachigen Raum.

## Leben
Wolfgang Pauritsch lebte bis zum Volksschulalter in Innsbruck. Sein Vater verließ die Familie und die wechselnden saisonalen Jobs seiner Mutter im Tourismus führten dazu, dass Pauritsch bei den Großeltern in der Südsteiermark aufwuchs. Seit seinem zwanzigsten Lebensjahr arbeitet er in Deutschland. Vor seiner Karriere im Kunstgewerbe war er Angehöriger des österreichischen Bundesheers sowie als Chauffeur, Schlosser, Installateur, Nachtwächter, Hundeführer, Detektiv und Wachmann tätig. In einem Auktionshaus in München, für dessen Bewachung er ursprünglich bestellt war, übernahm er die Leitung einer Versteigerung, nachdem der eigentliche Auktionator erkrankt ausgefallen war. Der Leiter des Auktionshauses zeigte sich begeistert und engagierte Pauritsch. Pauritsch absolvierte ein Fernstudium in Kunstgeschichte und bildete sich zum Sachverständigen für Edelsteine weiter. Seit 1996 betreibt er zusammen mit der Diamantgutachterin Andrea Häring-Horn, die ebenfalls ein Fernstudium in Kunstgeschichte absolviert hat, das Antony’s Kunst & Auktionshaus in Oberstaufen im Allgäu. 2007 wurde er als öffentlich bestellter Auktionator vereidigt. Er ist Mitglied im Bundesverband Deutscher Auktionatoren.
In der ZDF-Sendereihe Bares für Rares ist er seit der ersten Staffel 2013 als Händler zu sehen. Bei einer von Pauritsch geleiteten Auktion in Freiburg im Frühjahr 2013 war er einem ZDF-Mitarbeiter aufgefallen. Wenige Tage später erhielt er einen Anruf einer Mitarbeiterin der Produktionsfirma Eyeworks, die Pauritsch anbot, in der Sendung mitzuwirken. Bei seinen Auftritten im Händlerraum ist der mittlere der fünf Plätze auf dem Händlerpodium traditionell Wolfgang Pauritsch vorbehalten. Pauritsch tritt zudem seit 2019 in der Sendereihe Bares für Rares Österreich auf. Im Juli 2017 war er Gast in der Talkshow Markus Lanz, im September 2017 in Willkommen bei Carmen Nebel, im September 2018 in Leute (SWR1), im Juni 2019 im SAT.1-Frühstücksfernsehen, im Juli 2019 in der Webtalkshow von Nico Gutjahr, im Juni 2020 in der MDR-Talkshow Riverboat und im Oktober 2020 in der BR-Talkshow Ringlstetter. 2023 hatte er einen Kurzauftritt als Auktionator in einer Folge der Fernsehreihe Wilsberg.
Im Jahr 2022 führte Pauritsch eine Auktion, in der die persönliche Leica-Kamera von Oskar Barnack, dem Erfinder der 35-mm-Kleinbildkamera, versteigert wurde. Zur Bietersumme von 12 Millionen Euro kam ein Aufgeld von 2,4 Millionen Euro. Mit einem Kaufpreis von 14,4 Millionen Euro gilt die Kamera als teuerste der Welt.
Pauritsch ist seit 2010 verheiratet.

## Veröffentlichungen
- Der Auktionator. Mein Leben zwischen Trödel, Kunst und Leidenschaft. Gütersloher Verlagshaus, 2018, ISBN 3-64123-153-1, 192 S.